# Кіровоградська обласна рада
Кіровоградська обласна рада — представницький орган місцевого самоврядування, що представляє спільні інтереси територіальних громад сіл, селищ, міст у межах повноважень, визначених Конституцією України, Законом України «Про місцеве самоврядування в Україні» й іншими законами, а також повноважень, переданих їм сільськими, селищними, міськими радами.
Обласна рада складається з депутатів (64 осіб), обирається населенням Кіровоградської області терміном на п'ять років. Рада обирає постійні та тимчасові комісії. Обласна рада проводить свою роботу сесійно. Сесія складається з пленарних засідань і засідань її постійних комісій.
Голова обласної ради з 25 квітня 2023 року — Дрозд Юрій Васильович.

## Попередні скликання

### VII скликання
Опозиційний блок (13)

     ВО «Батьківщина» (14)

     Блок Петра Порошенка (14)

     Радикальна партія Олега Ляшка (6)

     УКРОП (5)

     Об'єднання «Самопоміч» (4)

     ВО «Свобода» (4)

     Наш край (4)

### VIIІ скликання

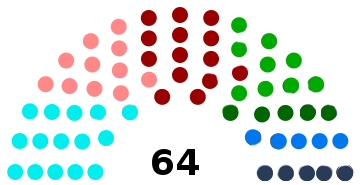

ВО «Батьківщина» (15)

     Слуга народу (14)

     Позафракційні (11)

     Європейська солідарність (9)

     Радикальна партія Олега Ляшка (5)

     За майбутнє (5)